# Ambasciatori bavaresi in Austria
L'ambasciatore bavarese in Austria era il primo rappresentante diplomatico della Baviera (già Elettorato di Baviera) in Austria (già Sacro Romano Impero, già Impero austriaco, già Impero austro-ungarico).
Le relazioni diplomatiche iniziarono ufficialmente nel 1693 e terminarono nel 1920.

## Elettorato di Baviera

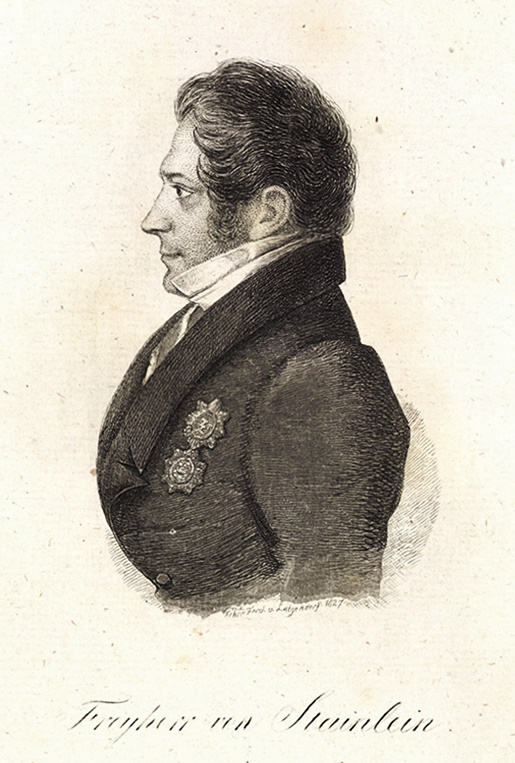
Eduard von Stainlein (1827)

- 1693–1736: Franz Hannibal von Mörmann
- 1736–1742: Freiherr von Haslang
- 1742–1748: Joseph Franz Maria von Seinsheim

...
- 1792-1797: Heinrich Theodor von Hallberg
- 1797–1800: Anton Anselm Capellini von Wickenburg (1750–1813)[1]
- 1800-1806: Karl Ernst von Gravenreuth (1771–1826)

## Regno di Baviera
- 1806–1815: Aloys von Rechberg
- 1817–1826: Johann Gottlieb Eduard von Stainlein
- 1826–1827: vakant
- 1827–1832: Franz Gabriel von Bray-Steinburg
- 1833–1835: August von Cetto (1794–1879)
- 1835–1842: Maximilian Emanuel von Lerchenfeld
- 1843–1847: Franz Oliver von Jenison-Walworth
- 1847–1849: Friedrich von Luxburg
- 1849–1859: Maximilian von und zu Lerchenfeld auf Köfering
- 1860–1870: Otto von Bray-Steinburg
- 1870–1871: Karl von Schrenck von Notzing
- 1871–1896: Otto von Bray-Steinburg
- 1896–1902: Clemens von Podewils-Dürniz
- 1903–1919: Heinrich Tucher von Simmelsdorf
- 1919–1920: Philipp von Hoffmann (1874–1943) (Chargée d'affaires)

1920: Chiusura dell'ambasciata